# 竜王温泉
竜王温泉（りゅうおうおんせん）は、長野県下高井郡山ノ内町大字夜間瀬にある温泉。

## 泉質
- ナトリウム・カルシウム、塩化物泉
  - 源泉温度42℃

## 温泉街
温泉街は無い。北志賀高原竜王スキーパーク内に室内温泉施設がある。温泉宿泊施設は無いが、旅館組合がある。
スキー場ゲレンデの麓にある天井の高い一軒屋であるため、室内温泉では有るが冬は少し寒い。温泉温度は熱湯ではない。

## 歴史
- 1990年：竜王観光株式会社が竜王地区通年観光を目的に採掘開始。
- 1991年9月：地下1230mで温泉掘削成功。
- 1992年12月23日：に開業。倉下林道の奥地にあるアワラ湿原へ向かう途中の湿原、三ヶ月池から名称を得て三ヶ月温泉と命名。
- 2005年7月21日：竜王観光 民事再生手続きを申請。負債を一掃し営業を継続。

## 交通アクセス
- 鉄道：JR東日本長野駅より長電バス（急行 北志賀高原線）で約1時間20分、北志賀竜王下車。
- 鉄道：長野電鉄湯田中駅よりタクシーで約20分。
- 鉄道：長野電鉄信州中野駅より長電バス（須賀川線 北志賀落合行）で約20分、苗間下車。
- 道路：上信越自動車道:信州中野IC、国道292号、国道403号を経由、北志賀竜王スキー場へ